# 히가시무키도노
히가시무키도노(일본어: 東向殿 ひがしむきどの[*], 분메이 3년 (1471년)? - 에이로쿠 2년 6월 11일 (1559년 7월 15일))는 센고쿠 시대의 여성이다. 스오의 센고쿠 다이묘 오오우치 요시오키의 정실이다.

## 생애
오오우치씨의 중신으로 나가토 슈고다이인 나이토 히로노리의 딸로, 히로노리는 요시오키가 가독을 이었을 때에, 스에 타케모리의 참언때문에 요시오키에게 주살되었다. 후에 히로노리의 무죄가 밝혀지자, 요시오키는 이 행동을 후회하고, 히로노리의 명예회복을 위해 그 딸을 정실로 삼았다. 야카타의 동쪽 맞은편이 처소였기 때문에, 히가시무키도노라고 칭해졌다. 요시오키와의 사이에서 에이쇼 4년 (1507년) 11월 15일에 적자 요시타카가 태어났다.
성격은 상냥하고 성품도 악하며, 여성스러운 모성을 지녔으며, 아들이었던 요시타카가 문치주의자가 된 원인으로 어머니의 유전이었던 것이 아닌가 추측되고 있다. 남편 요시오키보다 몇 살 연상이었지만, 요시오키가 죽은 후에도 장수하여 덴분 20년 (1551년) 8월, 타이네이지의 변 때에도 많은 시녀들과 뇨보들과 함께 미야노 (현재의 야마구치시)의 신뇨지에 피신하였으나, 충격을 받은 나머지 기절해, 호센지에 있던 요시타카는 이를 알고 대혼란 속에서도 의사를 보냈다고 전해진다 (『大内義隆記』). 이 변으로 요시타카와 손자 요시타카는 살해당했지만, 히가시무키도노는 "80여 년에 걸쳐, 왜인지 목숨을 부지하면서, 덧없는 생각을 하는 것은 후세의 노릇을 할 것이다(八十に余つつ、などか命ながらへて、あらぬ思ひをせん事は、後世のさはりなるべし)" (『大内義隆記』) 라는 기록이 있기 때문에, 살아가면서 스에 하루카타나 모리 모토나리 등의 보호를 받으며 여생을 보냈을 것으로 추측된다.
에이로쿠 2년 (1559년) 6월 11일에 사망했다. 묘소는 신뇨지에 있다고 전해진다. 사망 당시의 나이는 알 수 없으나, 『大内義隆記』의 기록을 사실이라고 추측하고 계산을 하면 90세 정도의 고령이었을 것으로 추측된다.

## 참고 문헌
- 후쿠오 타케이치로 (1989년). 《大内義隆》. 요시카와 홍문관. ISBN 4-642-05173-2.

## 히가시무키도노가 등장하는 작품
- 『모리 모토나리』 (1997년, NHK대하드라마) - 배우 히가시 치즈루. 아야노카타(綾の方)라는 이름으로 등장